# Aeroportul Internațional Miami
Aeroportul Internațional Miami (în engleză Miami International Airport) (IATA: MIA, ICAO: KMIA, FAA LID: MIA) este un aeroport din Comitatul Miami-Dade, Florida, Florida, Statele Unite ale Americii ce deservește zona Miami. Aeroportul a fost tranzitat în 2023 de 52.340.934 de pasageri. A fost deschis în 1928 și numit după zona deservită.
Situat la o altitudine de 2 m, aeroportul dispune de 4 piste.

## Infrastructură

### Piste
Aeroportul dispune de 4 piste: 
- pista 08L/26R din asfalt, cu dimensiunile 8.600 picioare × 150 picioare
- pista 08R/26L din asfalt, cu dimensiunile 10.506 picioare × 200 picioare
- pista 09/27 din asfalt, cu dimensiunile 13.016 picioare × 150 picioare
- pista 12/30 din asfalt, cu dimensiunile 9.355 picioare × 150 picioare